# Geschichte der Dominikanischen Republik
Die Geschichte der Dominikanischen Republik umfasst die Entwicklung der Dominikanischen Republik von ihrer Gründung am 27. Februar 1844 bis zur Gegenwart.

## Erste Republik
Am 27. Februar 1844 trennte sich Santo Domingo von Haiti und wurde unabhängig von der spanischen Krone. Das Land gab sich den Namen Dominikanische Republik.
Juan Pablo Duarte, der zusammen mit Ramón Mella und Francisco Sánchez 1838 die Organisation „La Trinitaria“ gründete, die sich für die Unabhängigkeit des Landes von Spanien einsetzte, der aber während der Besetzung seines Landes durch Haiti ins Exil musste, wurde die Präsidentschaft angeboten. Er strebte jedoch freie Wahlen an, wurde aber von Pedro Santana erneut ins Exil gezwungen. Santana wurde erster Präsident und blieb es bis 1861.
Von 1849 bis 1859 wurden in erbitterten Kriegen Rückeroberungsversuche Haitis abgewehrt.

## Erneute spanische Herrschaft (1861 bis 1865)
1861 unterstellte Pedro Santana die Republik zur Abwehr neuer haitianischer Angriffe wieder der spanischen Verwaltung. Santana wurde Generalkapitän der wiederum spanischen Provinz Santo Domingo. Doch schon 1863 begann ein Restaurationskrieg zur Wiedererlangung der Eigenstaatlichkeit.

## Zweite Republik (1865 bis 1916)

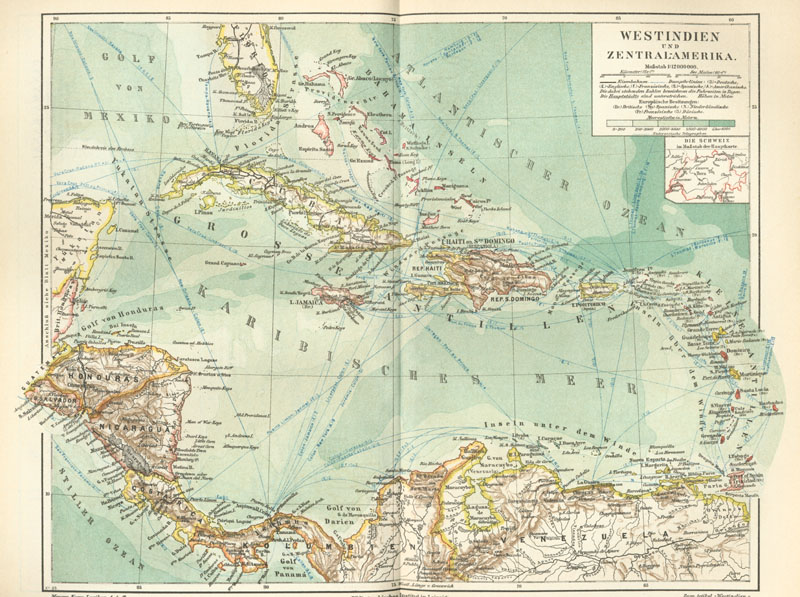
Die Karibik am Ende des 19. Jahrhunderts

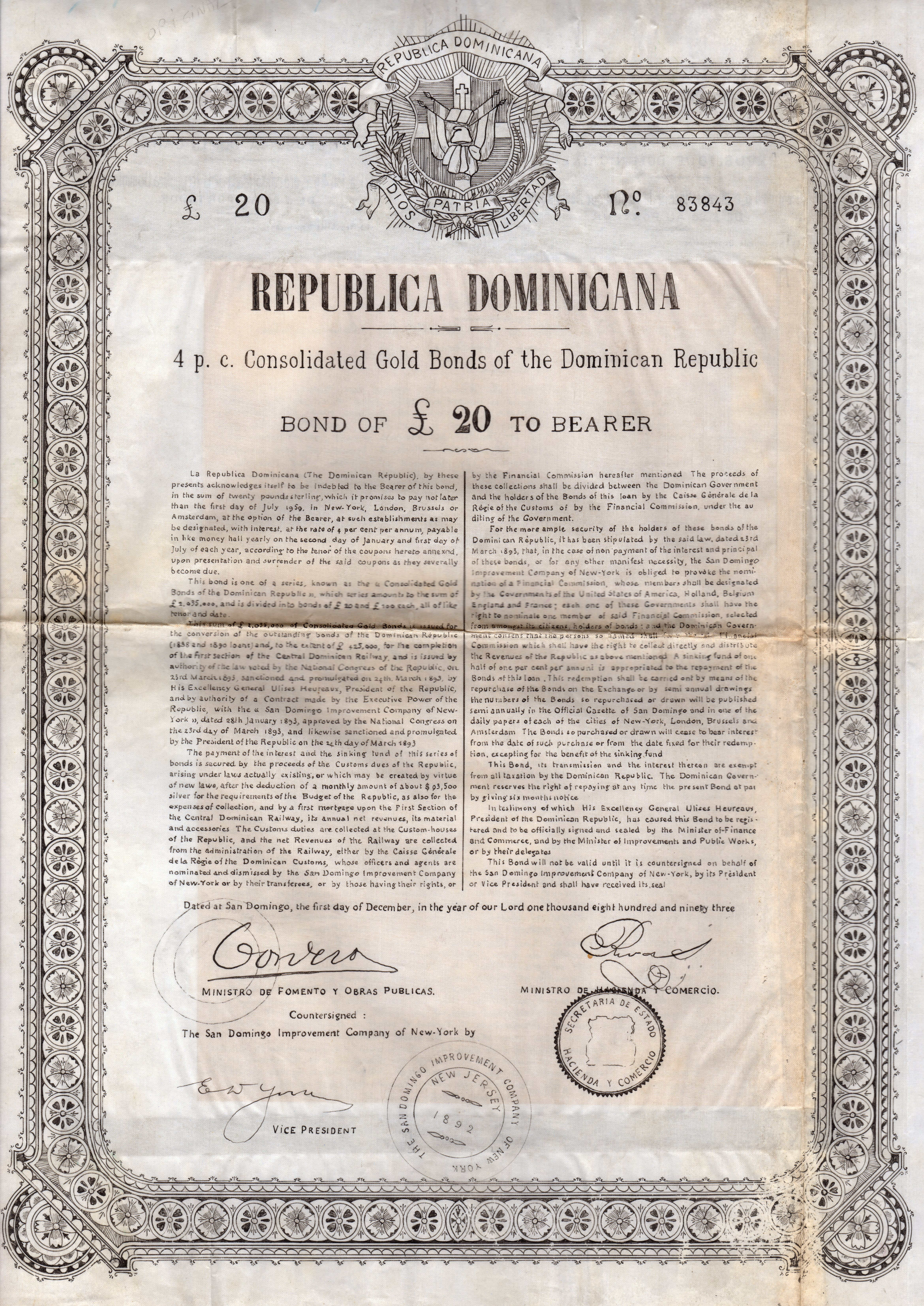
Staatsanleihe der Dominikanischen Republik von 1893

Am 3. März 1865 kam es zur erneuten Trennung von Spanien und zur endgültigen Restauration der Eigenstaatlichkeit der Dominikanischen Republik. 1871 scheiterte der Versuch, die Republik den Vereinigten Staaten anzuschließen, an einer knappen Abstimmung im US-Kongress. 1874 schloss man einen Friedensvertrag mit Haiti.
Von 1882 bis 1899 herrschte Ulises Heureaux als Diktator über den Staat. 1899 wurde er ermordet. Die Staatsverschuldung hatte zu dieser Zeit schon phantastische Ausmaße erreicht und wuchs noch weiter. Es folgten ruinöse Zustände und zahlreiche Regierungswechsel. 1905 und 1907 kam es schließlich zu Militärinterventionen durch die USA, die sich in einer am 8. Februar 1907 in Santo Domingo unterzeichneten Konvention der Finanzkontrolle des Landes bemächtigten. Diese Kontrolle wurde 1940 aufgehoben.

## Amerikanische Besatzung (1916 bis 1924)

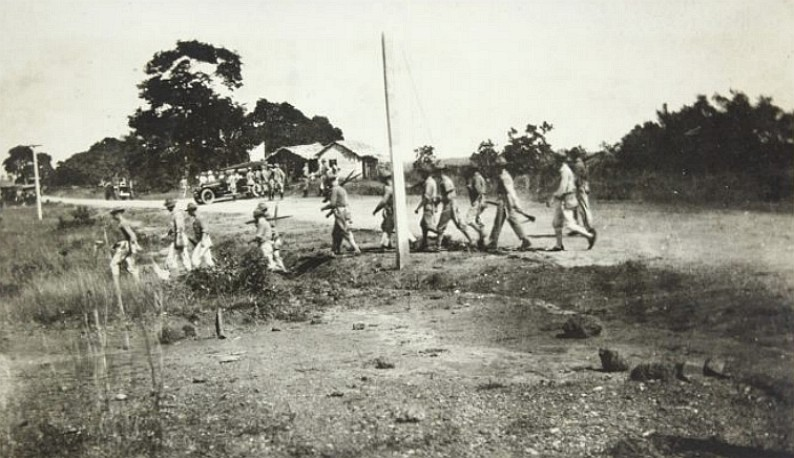
Marines im Dienst während des American protectorate, 1920er Jahre

Während der US-Militärintervention in der Dominikanischen Republik 1916–1924 fungierte das United States Marine Corps als Besatzungstruppe. Nach dem Vorbild der Gendarmerie d’Haïti gründete das Marine Corps die Guardia Nacional Dominicana, die zusammen mit den Marines zur Aufstandsbekämpfung gegen die so genannten gavilleros im Osten des Landes eingesetzt wurde. Die Auslandsverschuldung ging zurück, die Infrastruktur wurde ausgebaut; erstmals gab es Straßen, welche alle Regionen verbanden. Um 1920 zählte die Republik rund 1 Million Einwohner.

## Dritte Republik (1924 bis 1930)
Der amerikanischen Besetzung folgten einige Jahre demokratischer Regierungsführung.

## Diktatur Trujillo (1930 bis 1961)

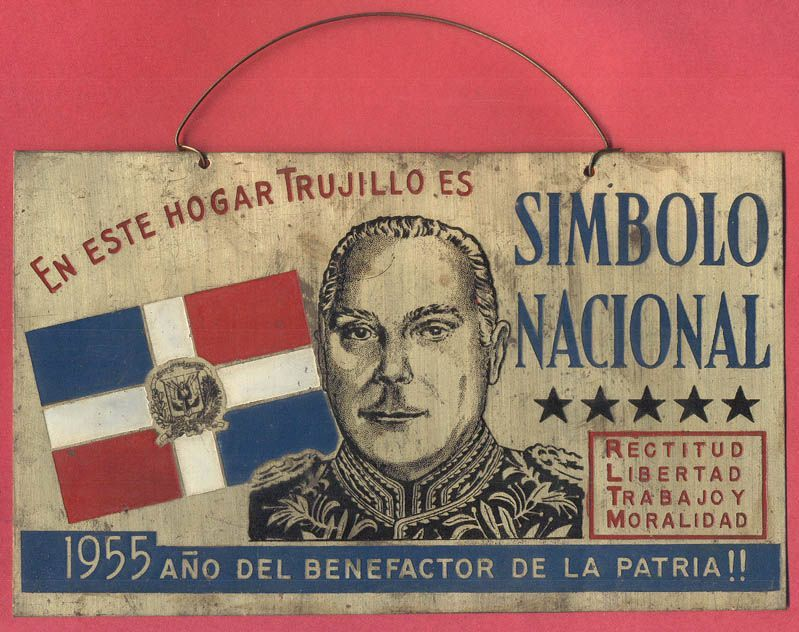
Metallschild mit politischer Propaganda (1955): In diesem Heim ist Trujillo nationales Symbol

Die demokratische Regierung wurde 1930 vom Armeegeneral Rafael Trujillo gestürzt, der das Land in den Folgejahren mit harter Hand regierte. Zehntausende Haitianer wurden umgebracht (siehe unten). 1942 wurde das Frauenwahlrecht eingeführt. Trujillos Modernisierungsversuche schlugen fehl; indes führten Missmanagement und Korruption zum wirtschaftlichen Niedergang der Insel. 1960 verhängte die Organisation amerikanischer Staaten (OAS) Sanktionen gegen das Land wegen Trujillos Beteiligung am Versuch der Ermordung des venezolanischen Präsidenten Rómulo Betancourt.
Von Ende September bis Mitte Oktober 1937 ließ Trujillo eine ethnische Säuberung durchführen. Dabei wurden – so die am besten mit Quellen belegte Schätzung – etwa 18.000 Haitianer, vor allem Arbeiter auf den Zuckerrohrpflanzungen, ermordet. Die Hochrechnungen beruhen auf Berichten, die unter anderem mit Hilfe der Jesuiten von Dajabón über die Grenze nach Ouanaminthe gelangten und von dort an den Bischof von Cap-Haïtien, Jean-Marie Jan. Anderen Schätzungen zufolge wurden zwischen 25.000 und 27.000 Haitianer von Dominikanern ermordet. Das Massaker wurde als Petersilienmassaker (span.: Masacre del Perejil) bezeichnet und ist auch als El Corte (span.: „das Abschneiden“) bekannt.

## Jüdische Emigration
Im Jahre 1938 öffnete Trujillo sein Land für jüdische Emigranten aus Europa, nachdem eine internationale Flüchtlingskonferenz in Evian sich nicht darauf verständigen konnte, welche Länder die etwa 300.000 deutschen Juden aufnehmen sollten, die aus Hitlerdeutschland geflohen waren. Trujillo bot diesen an, sich an der Nordküste, rund um die Gemeinde Sosúa, anzusiedeln. Insgesamt 100.000 Menschen wollte Trujillo aufnehmen, tatsächlich aber kamen bis Ende 1941, dem Kriegseintritt der USA, nur etwa 800 Juden aus Europa. Zu ihnen gehörte auch die 2006 gestorbene Dichterin Hilde Domin und ihr damals bekannterer Mann Erwin Walter Palm. Trujillo handelte nicht aus humanitären Gründen. Der Diktator, der nach Unruhen die Macht im Land mit Hilfe Washingtons erlangt hatte und im Gegenzug amerikanische Wirtschaftsinteressen in der Region unterstützte, war ein Rassist. Er hoffte, mit Hilfe der Emigranten die Bevölkerung seines Landes „aufzuweißen“. Außerdem spekulierte er auf Dankbarkeit und Unterstützung vermeintlich reicher, einflussreicher Juden in den USA. Davon ahnten die Flüchtlinge, die in sein Land kamen, jedoch zunächst nichts. In vielen Fällen handelte es sich um Deutsche, die bis 1939 in Frankreich Asyl gefunden hatten. Im Frühjahr 1939 verweigerten die französischen Behörden – ohne Angabe von Gründen – vielen dieser jüdischen Emigranten eine Verlängerung der Aufenthaltsgenehmigung.
Eine eigens gegründete Organisation, die „Dominican Republic Settlement Association“ (Dorsa), kaufte dem Diktator ein brachliegendes Gelände einer ehemaligen Bananenplantage bei Sosúa ab. Die Dorsa rekrutierte in ganz Europa geflohene Juden und sammelte Spendengelder, um die diplomatisch komplizierte und zudem teure Weltreise zu organisieren. Sie wollte ein landwirtschaftliches Musterprojekt, den ersten Kibbuz in der Karibik, aufbauen, was nach vielen wirtschaftlichen Rückschlägen gelang. 1942 war eine florierende Kleinstadt entstanden. Ein großes soziales Problem war der Frauenmangel, da viele Siedler kaum Spanisch sprachen und aus religiösen Gründen keine Dominikanerin heiraten wollten.
Nach dem Ende des Zweiten Weltkrieges wanderten die meisten Flüchtlinge weiter in die USA oder nach Israel aus, nur wenige kehrten nach Deutschland zurück. In Sosúa gibt es allerdings bis heute eine kleine jüdische Gemeinde.

## Chaos und Militärregierung (1961 bis 1965)
Anfang 1962 übernahm eine Übergangsregierung die Amtsgeschäfte, der Joaquín Balaguer und Rafael Filiberto Bonelly vorstanden. 1963 wurde schließlich Juan Bosch zum Präsidenten gewählt, aber noch im gleichen Jahr von einer Militärjunta abgesetzt. Diese wiederum wurde 1965 von anderen Armeeeinheiten mit US-amerikanischer Unterstützung in der Operation Power Pack der politischen Macht enthoben.

## Vierte Republik (seit 1965)
Diese instabile politische Lage nach dem Tod Trujillos beendete 1965 der Einmarsch von Truppen der USA und der OAS. Der 1966 mit Unterstützung der USA gewählte Balaguer regierte bis 1978. Sein Nachfolger im Präsidentenamt wurde Antonio Guzmán Fernández, der 1982 wegen Korruptionsvorwürfen Selbstmord beging. Sein Nachfolger im Amt wurde Salvador Jorge Blanco, welcher allerdings 1986 das Amt an seinen Vorgänger Balaguer verlor. Die Präsidentschaftswahlen 1990 und 1994 bestätigten Balaguer im Amt, letztere galten aber als manipuliert. Unter nationalem und internationalem Druck zog Balaguer die nächsten Präsidentschaftswahlen auf das Jahr 1996 vor. Diese gewann Leonel Fernández. Den Urnengang 2000 gewann Hipólito Mejía gegen den erneut antretenden Balaguer. Mejía gab das Amt nach der Präsidentschaftswahl 2004 an Fernández ab. Auch zwei Jahre nach seinem erneuten Machtantritt fand Präsident Fernández mit seinem Programm „Sicheres Viertel“, welches eine größere Polizeipräsenz in den Armenvierteln vorsah, große Zustimmung in der Bevölkerung. Im Parlament konnte sein Partido de la Liberación Dominicana (PLD) bei den Wahlen 2006 jedoch keine Mehrheit erringen. Er musste deshalb gegen eine oppositionelle Mehrheit des sozialdemokratischen Partido Revolucionario Dominicano (PRD) und des rechtskonservativen Partido Reformista Social Cristiano (PRSC) regieren. Dennoch wurde Fernández bei den Präsidentschaftswahlen 2008 am 16. Mai 2008 im ersten Wahlgang wiedergewählt. Bei der Präsidentschaftswahl vom 20. Mai 2012 durfte er nicht erneut antreten, da er zwei Amtszeiten hinter sich hatte. Er wurde nach dieser Wahl als Präsident von seinem Parteifreund Danilo Medina abgelöst, der am 16. August 2012 vereidigt wurde. Danilo Medina gewann auch die Präsidentschaftswahl vom 15. Mai 2016 deutlich vor Luis Abinader vom Partido Revolucionario Moderno (PRM), einer Abspaltung vom PRD. Bei der Präsidentschaftswahl am 5. Juli 2020 wurde schließlich Abinader mit einem Stimmenanteil von 52,51 % ins Amt gewählt. Mit der Vereidigung am 16. August 2020 trat er das Amt an.